# Letecká puma

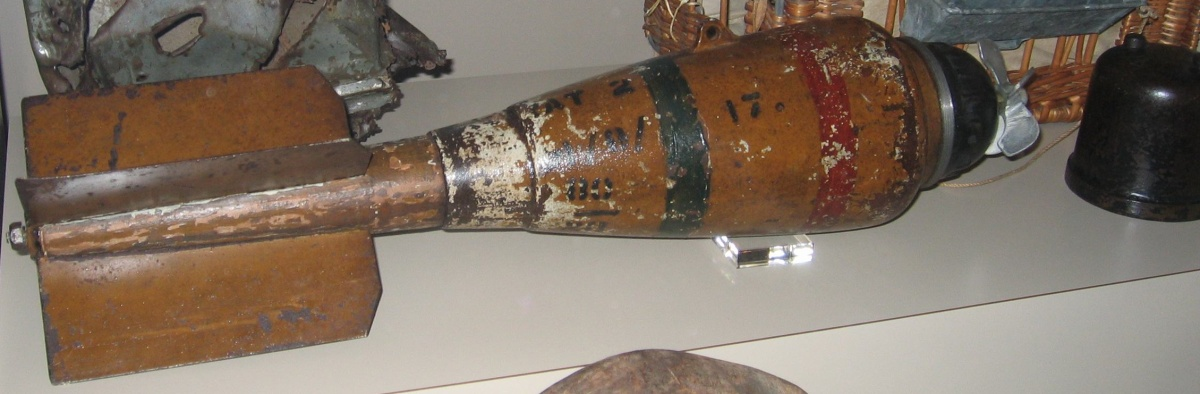
Prvoválečná puma

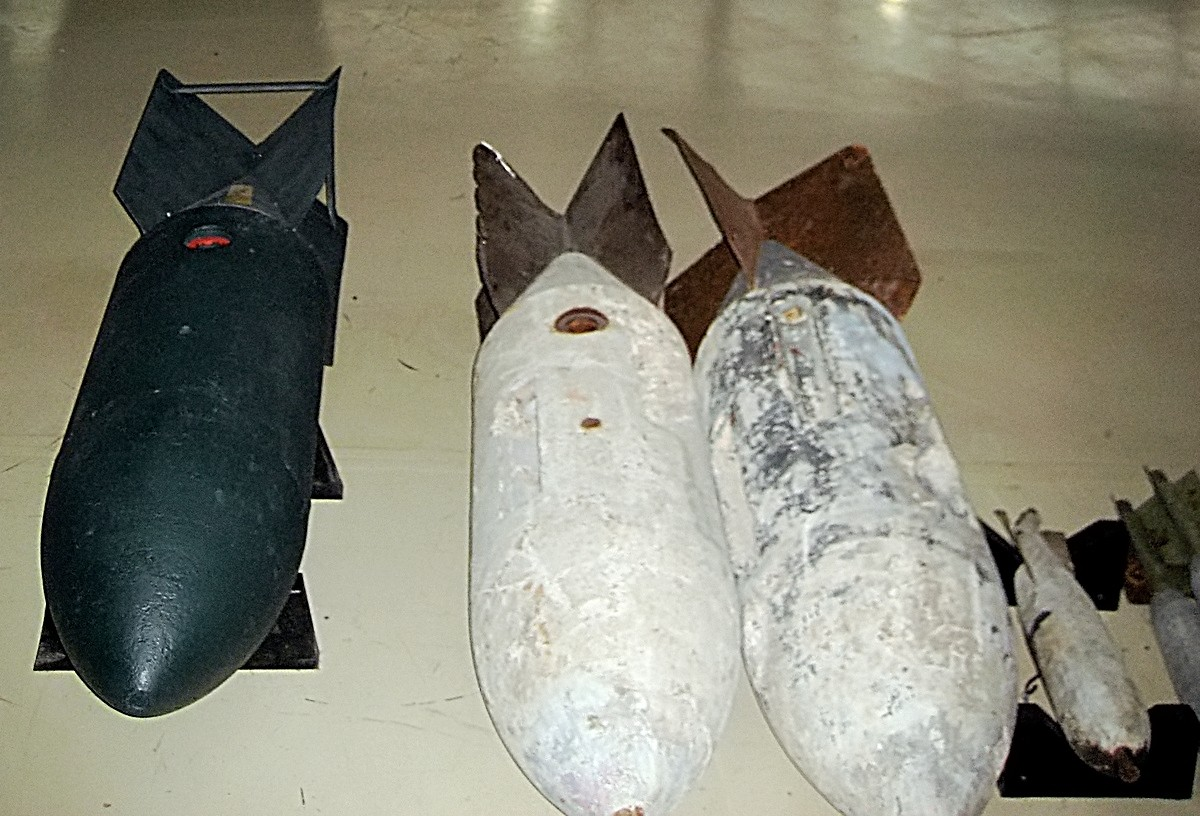
Německé druhoválečné pumy, výbušná vlevo, zbytek jsou cvičné betonové (250 kg a 50 kg)

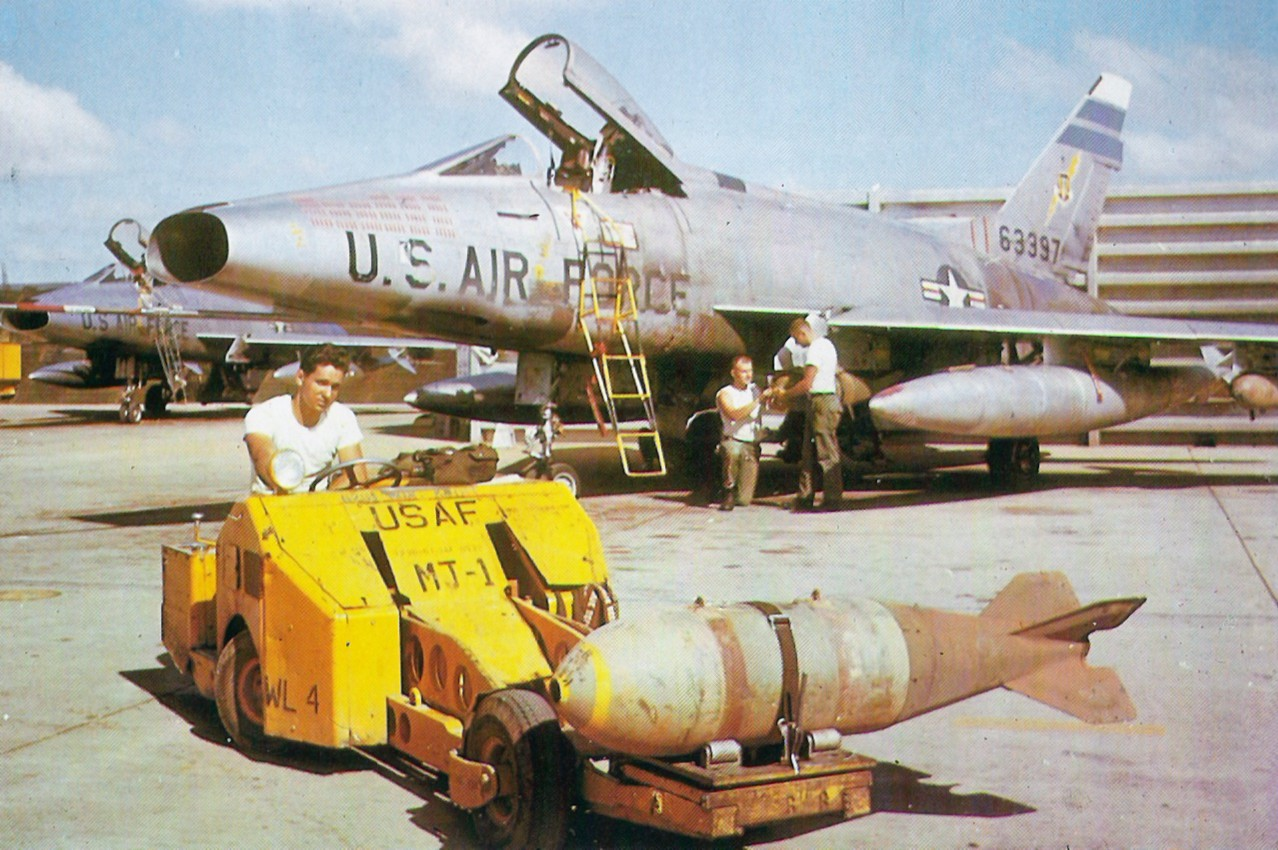
F-100 Super Sabre ze 308th TFS, nakládaný pumami Mk 117 750 lb v Tuy Hoa ve Vietnamu na začátku roku 1966

Letecká puma je druh letecké munice dopravovaný do prostoru cíle letadlem a na cíl shazovaný volným pádem po odhození z vhodného letadla, obvykle z letounu.
Patří k nejúčinnějším bojovým prostředkům vůbec. Jsou určeny k ničení všech druhů pozemních a námořních cílů, od cílů bodových až po cíle velkorozměrné, od živé sily až po zodolněné železobetonové objekty, opevnění, i cíle ukryté pod zemským povrchem či pod vodní hladinou. Kromě úloh přímého ničení mohou letecké pumy plnit i mnoho jiných úloh spojených s bojovou činností. Velkému množství úloh odpovídá i mnoho druhů a typů leteckých pum. Nejmenší letecké pumy mají hmotnost méně než jeden kilogram, hmotnost největších přesahuje deset tun. 
Letecké pumy se na bombardér umísťují do speciálního konstrukčního prvku – pumovnice – což je prostor nacházející se v trupu nebo v křídle letadla, vybavený zařízeními pro zavěšení a odhození letecké pumy a zařízeními na odjištění leteckých bombových zapalovačů a vybavený dveřmi. Druhou možností je zavěšení letecké bomby pod křídlo nebo pod trup letadla na závěsník. Ten také obsahuje zařízení k zavěšení a odhození letecké bomby a zařízení k odjištění leteckého pumového zapalovače. Pumy menší hmotnosti se mohou na křídlo nebo trup zavěsit i prostřednictvím mnohozámkového nosníku – jde o nosník, na kterém se nalézá několik zařízení k zavěšení pum. Tak je možné lépe využít nosnost letadla.
Letecká puma mívá přibližně kapkovitý nebo válcovitý tvar a na konci trupu je vybavená pevnými aerodynamickými stabilizátory. Skutečný tvar letecké pumy je u každého typu odlišný a je daný jejím určením a způsobem umístění na letadlo.
Moderní letecké pumy mohou být vybaveny prostředky ke zvýšení rychlosti letecké pumy (např. raketovým motorem), prostředky k řízení vztlaku a aerodynamického odporu (např. křídla a brzdící zařízení) a prostředky ke korekci dráhy letu k cíli (různé druhy řídících systémů a kormidel).

## Rozdělení
Letecké pumy se dělí stejně jako jiné druhy munice na letecké bomby základního určení, pomocného určení a speciálního určení.

### Základní určení
- trhavé

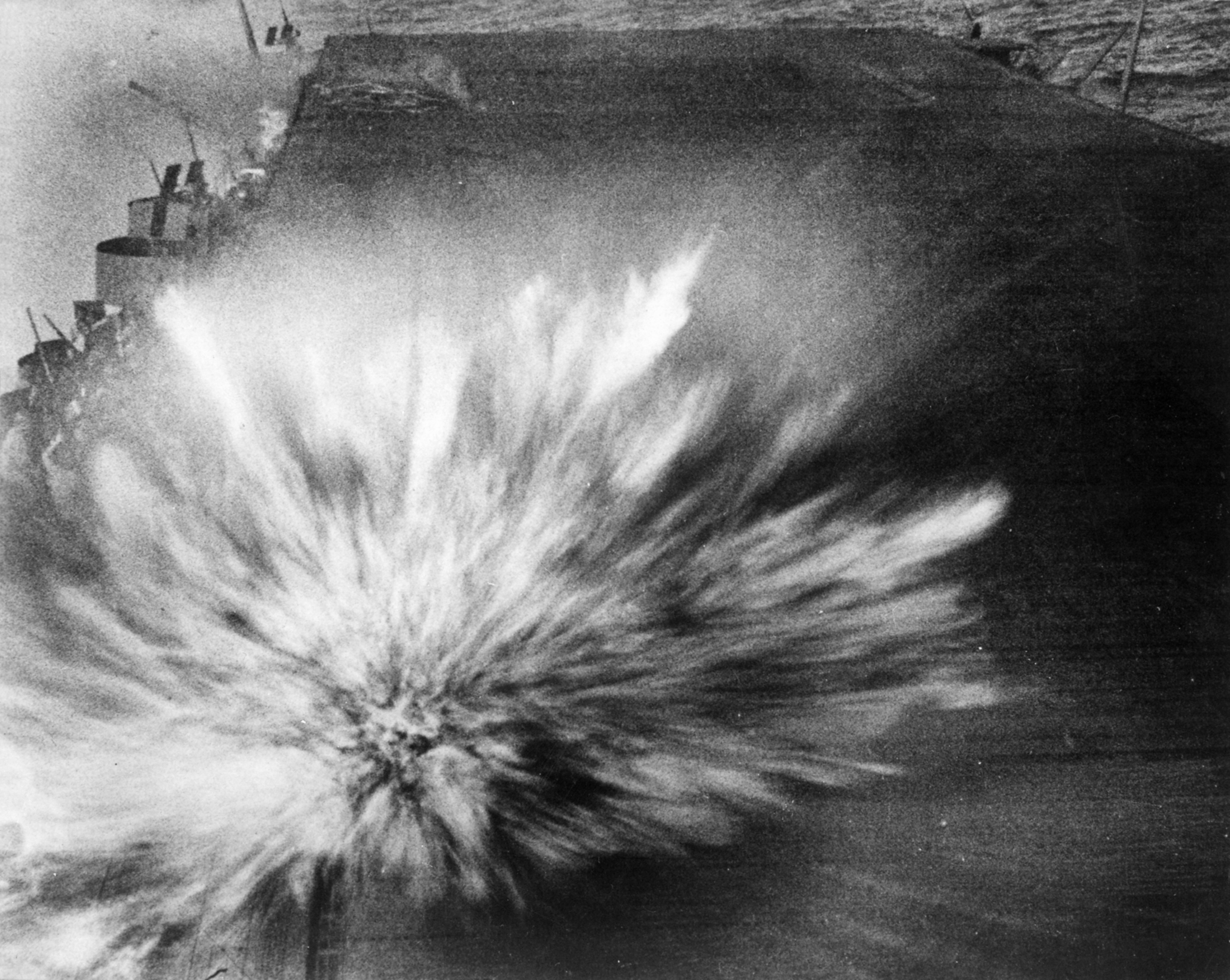
Exploze pumy svržené na letadlovou loď USS Enterprise japonským letadlem

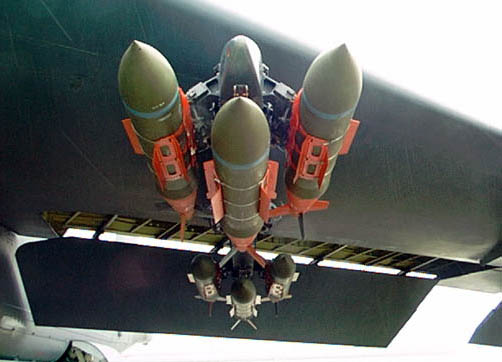
Moderní řízené pumy GBU-31 JDAM

  - aerosolové, s objemovým výbuchem
- tříštivé
- třištivo-trhavé
- průbojné
  - protilodní
  - protibetonové
  - k ničení letištních drah
- protitankové
- protiponorkové
- zápalné
  - zápalné nádrže
- kazetové (kontejnerové, clusterové)
  - skříňové
  - svazkové
- Jaderné (atomové)
  - výbušné - štěpné a termonukleární
  - radiologické (špinavá bomba)
- chemické
- biologické

Všechny letecké pumy základního určení mohou být vyhotoveny jako neřízené nebo i řízené.

### Pomocné určení
- osvětlovací
- navigační
- dýmové

### Speciální určení
- foto-zábleskové
- cvičné
- agitační